# Luis Eduardo Delgado
Luis Eduardo Delgado Pacheco, noto come Luso (Saragozza, 4 dicembre 1984), è un calciatore spagnolo, centrocampista dell'Ejea.

## Carriera
Ha esordito nella massima serie spagnola durante la stagione 2014-2015 con la maglia del Córdoba.